# Max Weber (dirijor)
Max Weber (n. 1920 – d. 1968) a fost un violonist, dirijor, compozitor și avocat de profesie, cunoscut pentru contribuțiile sale la viața muzicală din Botoșani. Între anii 1944 și 1968, acesta a organizat și a susținut activități muzicale locale. A sprijinit formarea unui nucleu de interpreți muzicali amatori și apoi a contribuit la dezvoltarea unei orchestre care să fie capabilă să abordeze repertorii simfonice naționale și universale de bază. Eforturile sale au condus la o transformare treptată, continuă și progresivă a acestei orchestre care a păstrat un mediu cultural activ în regiune.

## Biografie
Prin eforturile sale și cu sprijinul unui grup de muzicieni, Max Weber a înființat o orchestră simfonică în orașul Botoșani, care a avut un rol important în viața culturală a comunității.
Așa cum nota într-un articol de prezentare a Filarmonicii, Ioan Țurcanu, secretarul muzical al instituției, după cel de-al doilea război mondial, în 1944 Max Weber reușește facă primii pași în organizarea vieții muzicale botoșănene și întemeiază o Asociație artistico-culturală, în cadrul căreia se încheagă și o orchestră semi-simfonică. Din anul 1950, viața culturală a orașului s-a îmbogățit cu această orchestră, având deja numele de Filarmonica Botoșani. Pentru a putea să-și desfășoare activitatea culturală primește o mică subvenție din partea fostului Comitet pentru Cultură și Artă și susține o activitate concertistică cvasipermanentă. Filarmonica de Stat Botoșani primește decizia oficială de înființare și își începe existenta la data de 1 septembrie 1953 ca instituție publică de sine stătătoare.
De asemenea, împreună cu soția sa, Viorica Weber, absolventă a Institutului de teatru, a pus bazele primului teatru de marionete din acest nord de țară - Teatrul de copii „Vasilache", care mai târziu a fost redenumit Teatrul pentru Copii și Tineret „Vasilache” din Botoșani. Acesta a condus teatrul ca director între anii 1953-1956.
Asociația Culturală "Dialog" București oferă premii naționale pentru excelență în domeniul creativității, creației și viziunii manageriale, pentru interpretare și experiment artistic, iar unul din premii este "Max Weber". Premiul omonim "Max Weber" din anul 2018 a fost decernat lui Valentin Dobrescu, pentru activitatea și creativitatea regizorală.